# Phymatostetha kedahana
Phymatostetha kedahana is een halfvleugelig insect uit de familie schuimcicaden (Cercopidae). De wetenschappelijke naam van deze soort is voor het eerst geldig gepubliceerd in 1932 door Lallemand.